# Haibach ob der Donau
Haibach ob der Donau – miejscowość i gmina w Austrii, w kraju związkowym Górna Austria, w powiecie Eferding. Liczy ok. 1,3 tys. mieszkańców.